# 卓榮泰內閣
卓榮泰內閣（簡稱卓內閣）是2024年5月20日迄今，由行政院院長卓榮泰所領導的中華民國內閣，為賴清德政府的首任內閣。定調為「行動創新AI內閣」，期許秉持行動與創新精神，聽取民意、解決民瘼以回應人民期待。
內閣女性比例約為23.5%，比例是自2000年的唐飛內閣以來最高，但仍和賴清德競選時主張的三分之一略有差距。

## 概述
2024年1月13日，民主進步黨於總統選舉勝選，是該黨首次三度執政；但在同日的第11屆立法委員選舉中，民進黨失去國會多數席次，蔡英文政府由原先的多數派政府轉為少數派政府。
時任行政院院長陳建仁以第11屆立法委員選舉產生新民意為由向時任總統蔡英文提出總辭並獲慰留，隨後表態不會在同年5月20日新任總統賴清德就職後留任，因此進入看守政府階段。
4月10日，候任總統、同時也是時任副總統的賴清德公布其閣揆人選，由前民主進步黨主席卓榮泰出任行政院院長，將卓內閣定位為「行動創新AI內閣」。另外也同時公佈行政院副院長、行政院秘書長與行政院發言人的人選，啟動內閣籌組作業。

## 內閣成員
| 部門                     | 頭銜     | 肖像 | 姓名          | 就任日期       |
| ------------------------ | -------- | ---- | ------------- | -------------- |
| 行政院                   | 院長     |      | 卓榮泰        | 2024年5月20日  |
| 行政院                   | 副院長   |      | 鄭麗君        | 2024年5月20日  |
| 行政院                   | 秘書長   |      | 龔明鑫        | 2024年5月20日  |
|                          | 政務委員 |      | 陳時中        | 2024年5月20日  |
|                          | 政務委員 |      | 楊珍妮        | 2024年5月20日  |
|                          | 政務委員 |      | 林明昕        | 2024年5月20日  |
|                          | 政務委員 |      | 季連成        | 2024年5月20日  |
|                          | 政務委員 |      | 陳金德        | 2024年5月20日  |
|                          | 政務委員 |      | 劉鏡清        | 2024年5月20日  |
|                          | 政務委員 |      | 吳誠文        | 2024年5月20日  |
|                          | 政務委員 |      | 馬永成        | 2024年12月20日 |
| 內政部                   | 部長     |      | 劉世芳        | 2024年5月20日  |
| 外交部                   | 部長     |      | 林佳龍        | 2024年5月20日  |
| 國防部                   | 部長     |      | 顧立雄        | 2024年5月20日  |
| 財政部                   | 部長     |      | 莊翠雲        | 2023年1月31日  |
| 教育部                   | 部長     |      | 鄭英耀        | 2024年5月20日  |
| 法務部                   | 部長     |      | 鄭銘謙        | 2024年5月20日  |
| 經濟部                   | 部長     |      | 郭智輝        | 2024年5月20日  |
| 交通部                   | 部長     |      | 陳世凱        | 2024年9月2日   |
| 文化部                   | 部長     |      | 李遠          | 2024年5月20日  |
| 衛生福利部               | 部長     |      | 邱泰源        | 2024年5月20日  |
| 勞動部                   | 部長     |      | 洪申翰        | 2024年11月25日 |
| 數位發展部               | 部長     |      | 黃彥男        | 2024年5月20日  |
| 農業部                   | 部長     |      | 陳駿季        | 2023年9月21日  |
| 環境部                   | 部長     |      | 彭啓明        | 2024年5月20日  |
| 國家科學及技術委員會     | 主任委員 |      | 吳誠文        | 2024年5月20日  |
| 國家發展委員會           | 主任委員 |      | 劉鏡清        | 2024年5月20日  |
| 大陸委員會               | 主任委員 |      | 邱垂正        | 2024年5月20日  |
| 金融監督管理委員會       | 主任委員 |      | 彭金隆        | 2024年5月20日  |
| 海洋委員會               | 主任委員 |      | 管碧玲        | 2023年1月31日  |
| 僑務委員會               | 委員長   |      | 徐佳青        | 2023年1月31日  |
| 國軍退除役官兵輔導委員會 | 主任委員 |      | 嚴德發        | 2024年5月20日  |
| 原住民族委員會           | 主任委員 |      | 曾智勇        | 2024年5月20日  |
| 客家委員會               | 主任委員 |      | 古秀妃        | 2024年5月20日  |
| 行政院公共工程委員會     | 主任委員 |      | 陳金德        | 2024年5月20日  |
| 中央選舉委員會           | 主任委員 |      | 李進勇        | 2019年6月3日   |
| 公平交易委員會           | 主任委員 |      | 陳志民 (代理) | 2025年2月1日   |
| 國家通訊傳播委員會       | 主任委員 |      | 陳崇樹 (代理) | 2024年12月1日  |
| 中央銀行                 | 總裁     |      | 楊金龍        | 2018年2月26日  |
| 國立故宮博物院           | 院長     |      | 蕭宗煌        | 2023年1月31日  |
| 行政院主計總處           | 主計長   |      | 陳淑姿        | 2024年5月20日  |
| 行政院人事行政總處       | 人事長   |      | 蘇俊榮        | 2022年2月11日  |
| 行政院新聞傳播處         | 發言人   |      | 李慧芝        | 2024年9月13日  |

## 內閣成員變動
| 內閣首長變動                       | 內閣首長變動 | 內閣首長變動 | 內閣首長變動                    | 內閣首長變動                       |
| 頭銜                               | 肖像         | 姓名         | 就任日期                        | 離任日期                           |
| ---------------------------------- | ------------ | ------------ | ------------------------------- | ---------------------------------- |
| 國家通訊傳播委員會主任委員         |              | 陳耀祥       | 2019年5月30日                   | 2024年7月31日                      |
| 交通部部長                         |              | 李孟諺       | 2024年5月20日                   | 2024年8月19日 (因婚外情醜聞而請辭) |
| 行政院發言人                       |              | 陳世凱       | 2024年5月20日                   | 2024年9月2日                       |
| 勞動部部長                         |              | 何佩珊       | 2024年5月20日                   | 2024年11月21日                     |
| 公平交易委員會主任委員             |              | 李鎂         | 2021年2月1日                    | 2025年1月31日                      |
| 政務委員                           |              | 史哲         | 2024年5月20日                   | 2025年6月12日                      |
| 內閣副首長異動                     |              |              |                                 |                                    |
| 頭銜                               | 肖像         | 姓名         | 就任日期                        | 離任日期                           |
| 經濟部常務次長                     |              | 林全能       | 2019年4月1日                    | 2024年6月15日                      |
| 國家科學及技術委員會常務副主任委員 |              | 陳宗權       | 2022年7月27日                   | 2024年7月15日                      |
| 勞動部政務次長                     |              | 王安邦       | 2020年5月20日                   | 2024年9月21日                      |
| 勞動部政務次長                     |              | 許傳盛       | 2023年12月4日                   | 2024年11月24日                     |
| 勞動部政務次長                     |              | 黃玲娜       | 2024年11月9日 2025年4月15日回任 | 2024年11月24日                     |
| 勞動部政務次長                     |              | 李健鴻       | 2024年12月27日                  |                                    |
| 經濟部政務次長                     |              | 陳正祺       | 2020年8月1日                    | 2024年12月31日                     |
| 僑務委員會常務副委員長             |              | 呂元榮       | 2012年9月1日                    | 2025年1月15日                      |
| 教育部常務次長                     |              | 林騰蛟       | 2015年7月21日                   | 2025年2月13日                      |
| 外交部政務次長                     |              | 田中光       | 2020年7月24日                   | 2025年2月19日                      |
| 經濟部常務次長                     |              | 連錦漳       | 2024年6月29日                   | 2025年2月28日                      |
| 金融監督管理委員會常務副主任委員   |              | 邱淑貞       | 2020年6月15日                   | 2025年3月16日                      |
| 外交部常務次長                     |              | 陳立國       | 2023年9月5日                    | 2025年5月21日                      |
| 行政院人事行政總處常務副人事長     |              | 懷敍         | 2017年7月19日                   | 2025年6月1日                       |
| 行政院人事行政總處政務副人事長     |              | 李秉洲       | 2022年2月10日                   | 2025年6月1日                       |
| 海洋委員會政務副主任委員           |              | 吳美紅       | 2024年5月20日                   | 2025年6月1日                       |